# Can Cardaix

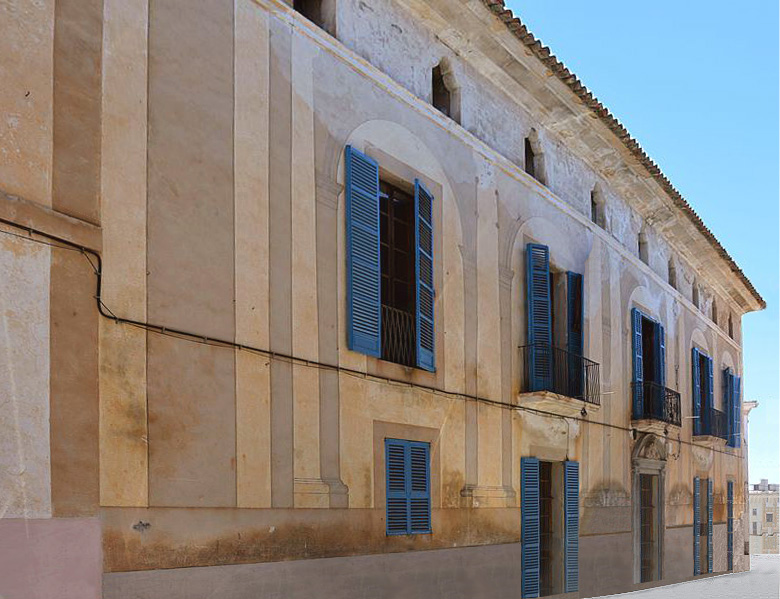
Can Cardaix

Can Cardaix ist ein Herrenhaus in der spanischen Gemeinde Artà im nordöstlichen Teil der Mittelmeerinsel Mallorca. Es wird als Museum genutzt und ist Sitz der Stiftung Aina Maria Lliteras de Can Cardaix.

## Lage
Das Gebäude befindet sich in der Altstadt von Artà, an der Adresse Carrer de Rafel Blanes 14, in einer Ecklage an der Straße Carrer de Rafel Blanes und dem Platz Plaça de l'Ajuntament.

## Architektur und Geschichte
Das zweigeschossige Gebäude entstand im 17. Jahrhundert als städtisches Herrenhaus. Im 19. Jahrhundert erfolgten Umbauten und eine Umgestaltung im Stil des Klassizismus. Die repräsentativ gestaltete Fassade verfügt über große Fenster und ionische Pilaster. Das Portal ist mit einem Giebel bekrönt und von Rundbögen flankiert. Darüber hinaus ist ein Familienwappen am Haus zu sehen. Seitlich ist ein Portal angeordnet, das ursprünglich für die Einfahrt von Kutschen bestimmt war und das zum Patio führt.
Im Haus wurde die Malerin und Bildhauerin Aina Maria Lliteras geboren. 2002 gründete sie im Gebäude ein künstlerisches Schulzentrum. Jährlich findet hier ein internationaler Kunstwettbewerb statt.
In der Eingangshalle befindet sich eine Dauerausstellung mit Gemälden Lliteras. Die Küche dient als Ausstellungsraum für historische Küchengeräte. Die Räume sind zum Teil im Stil des Art déco gestaltet. In das Obergeschoss führt eine Treppe im Empire-Stil. Oberhalb der Treppe befindet sich ein 2007 geschaffenes, 32 m² großes Deckengemälde Lliteras mit dem Namen Gir constant entorn del tot. Im Obergeschoss befindet sich der Tanzsaal, dessen Boden von einem valencianischen Mosaik eingenommen wird. Im Saal sind Bilder mallorquinischer und spanischer Künstler des 17. und 18. Jahrhunderts zu sehen. In diesem Stockwerk befindet sich darüber hinaus das rosa Zimmer, das salomonische Zimmer, der grüne Saal, das elisabethanische Zimmer und das alfonsinische Zimmer. Zu sehen sind auch Gebärstühle, ein historischer Toilettentisch sowie ein Altarbild aus dem 17. Jahrhundert. Insgesamt nehmen die Ausstellungen eine Fläche von 900 m² ein.
Das Patio und der ehemalige Pferdestall wird als Café genutzt. Darüber hinaus besteht ein kleiner Laden mit künstlerischen Souvenirs.